# Le evase - Storie di sesso e di violenze
Le evase - Storie di sesso e di violenze è un film del 1978, scritto e diretto da Giovanni Brusatori, con lo pseudonimo di Conrad Brueghel. Per il mercato anglofono il titolo della pellicola fu Women against women, per il mercato francese fu invece adottato il titolo Violez les otages.

## Trama
Quattro detenute (Monica, condannata per strage terrorista; Diana, sfruttatrice della prostituzione; Erica, un'omicida; Betty, una delinquente comune) riescono a evadere, uccidendo spietatamente alcune guardie, e a raggiungere la strada statale più vicina. A organizzare l'evasione è stato il fratello di Monica che, prima della fuga, viene gravemente colpito da una guardia. Le quattro donne e l'uomo vengono soccorsi da un pullman che sta trasportando alcune giovani tenniste a un torneo locale.
Le delinquenti prendono in ostaggio le ragazze insieme all'autista e al presidente del loro club, dopo di che si rifugiano in una villa locale, abitata da un magistrato, che prendono in ostaggio. Il fratello, sempre più grave, viene curato da Claudine, una delle tenniste e studentessa di medicina, mentre all'interno della villa la tensione aumenta. La polizia, a caccia delle evase, tarda a identificarle e, al trascorrere delle ore, la situazione precipita: alcune tenniste vengono uccise dalle delinquenti, le quali, terrorizzate dal precipitare degli eventi, finiscono pure con il giustiziarsi a vicenda.
Alla fine sopravvivono solo Monica e alcune tenniste: nel disperato tentativo di fuggire, la donna prende in ostaggio Terry, una delle tenniste e, facendosi scudo col suo corpo, tenta la fuga su un'auto, messa a disposizione dalla polizia in cambio della vita di Terry. Durante la fuga, però, quest'ultima e Monica vengono abbattute dalle raffiche sparate a un posto di blocco, ignorando la presenza dell'ostaggio sull'auto. Anna, una tennista sua amica, osserva la scena da lontano. Compreso l'accaduto, grida disperata: la sua amica Terry è stata uccisa.

## Distribuzione
Il film venne distribuito nelle sale cinematografiche italiane il 18 agosto 1978, mentre in quelle francesi il 16 marzo 1983. Negli Stati Uniti venne proiettato nelle sale, doppiato, nel giugno 1984.